# Castelnuovo (Avezzano)
Castelnuovo è una frazione di 170 abitanti del comune di Avezzano (AQ), in Abruzzo.

## Geografia fisica
Il paese è adagiato sulle pendici del monte Castello a 972 m s.l.m. Il piccolo gruppo montuoso dei Tre Monti con dorsale in direzione nord-ovest/sud-est rappresenta un'anticima del Sirente-Velino. Il territorio di Castelnuovo confina a ovest con il colle di Albe, mentre a nord in direzione Forme si trova la piccola convalle di Acqua in Via. 
La frazione, dominata dalle vette del massiccio del Velino, dista circa 7 chilometri da Avezzano.

## Origini del nome
Sull'origine del nome di Castelnuovo ci sono due ipotesi. Secondo la prima il toponimo deriverebbe dalla necessità di distinguersi dall'antico castello di Albe, posizionato frontalmente. L'altra ipotesi invece è connessa al termine latino "castrum", che si sarebbe modificato in "castellum", da cui il nome medievale "Castellum Novum".

## Storia

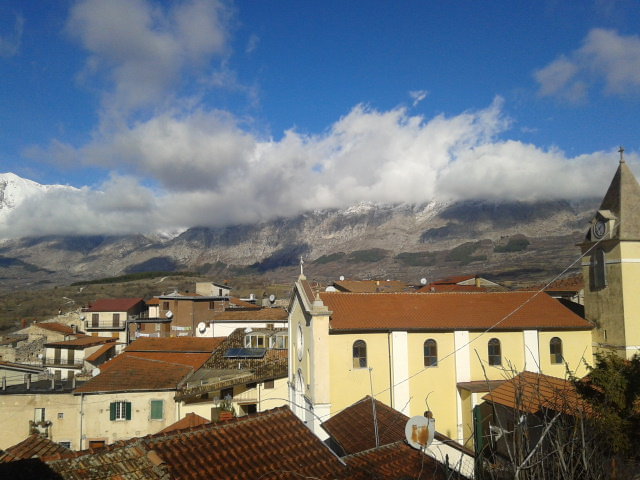
Scorcio del paese

Il paese è sorto nel X secolo, durante l'epoca dell'incastellamento, fenomeno che fu agevolato dalle invasioni di saraceni, normanni ed ungari che imperversarono in tutto il territorio della Marsica. I contadini minacciati e depredati dagli eserciti stranieri decisero di vivere insieme costituendo il centro sul monte Castello, in un'altura che in epoca preromana fu già scelta come luogo di un'omonima fortificazione. Oltre ad essa sorgevano sulle alture che circondano il territorio di Castelnuovo altri ocres, come i centri fortificati della catena montuosa che include il monte Uomo, Prato del Fosso e monte Mallevona. Località situate nel territorio controllato dagli Equi nei pressi del confine marso, tra la valle Solegara di Antrosano e il colle Pettorino di Alba Fucens.
La fortificazione del monte Castello svolse la sua funzione anche in epoca medievale. Testimonianze architettoniche, come i resti di una torre a base quadrata, sono emersi in una vasta area di circa 4.000 m² a circa 1250 m s.l.m.
Diminuito il ruolo difensivo, gradualmente gli abitanti dell'ocres montano sono scesi alle pendici fondando il nuovo centro abitato intorno alla chiesa di San Pancrazio. Il primo documento che attesta l'esistenza del centro è un elenco datato 1173 del Re di Sicilia, Guglielmo il buono, in cui appare con il nome di "Castellum Novum nei Marsi", riferito con ogni probabilità al contemporaneo nucleo urbano. La chiesa, situata in località Pratale, risulta invece citata nel Catalogus baronum del 1188. 
Nel XII secolo il paese era un comune autonomo dotato di stemma. La sua autonomia amministrativa è terminata nel 1807 in seguito all'eversione feudale. Dal 1811 fu aggregato all'amministrazione di Massa Corona, nucleo abitativo originario della contemporanea Massa d'Albe. Castelnuovo fu distrutto dal terremoto del 1915 e ricostruito durante il XX secolo. Nel 1960, dopo San Pelino, Antrosano e Paterno, fu l'ultima frazione ad essere aggregata al comune di Avezzano.

## Monumenti e luoghi d'interesse

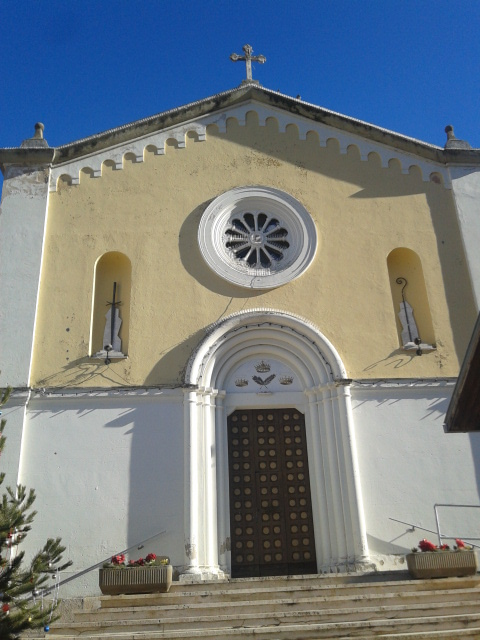
Facciata della chiesa di San Giacomo e San Pancrazio

### Architetture religiose
Chiesa di San Giacomo e San PancrazioOriginariamente dedicata a San Giacomo apostolo, è stata riedificata nel 1941 dopo essere stata distrutta dal sisma del 1915. Molto probabilmente il 1578 è l'anno di edificazione dell'edificio originario. Dopo il terremoto la chiesa fu dedicata anche a San Pancrazio, a seguito della distruzione di quella antica situata in località Pratale.
Chiesa di Santa LuciaEdificio religioso di piccole dimensioni edificato nel 1968, distante circa due chilometri dal paese. La santa veniva precedentemente venerata in una piccola grotta e in seguito nella chiesa originaria, di cui restano visibili i ruderi, situata poco distante da quella moderna.

### Aree naturali
- Sirente-Velino
- Tre Monti

## Società

### Tradizioni e folclore
- 13 dicembre: pellegrinaggio nel piccolo santuario di Santa Lucia Vergine e Martire[9].

## Sport

### Ippica
Centri ippici permettono di cimentarsi in escursioni a cavallo e galoppo.